# Zombie (drink)
Zombie är en drink som görs av fruktjuicer, likörer och olika typer av rom. Drinken gjordes för första gången sent år 1934 och skapades av Donn Beach vid dennes restaurang Don the Beachcomber i Hollywood. Den populariserades kort därefter på USA:s östkust efter 1939 års New York World's Fair.